# Оранжева гвардия
Оранжева гвардия е неофициално наименование на проправителствените военизирани отряди от привърженици на Българския земеделски народен съюз (БЗНС) в периода 1919 – 1923 г. Нейните членове са наричани сопаджии от тогавашната опозиция.
Създадени са по време на управлението на Александър Стамболийски като силов механизъм за крепене на земеделската власт. Инициатор на създаването им е земеделският политик Райко Даскалов (водач на Владайското въстание), който е и командващ на Оранжевата гвардия.
БЗНС ги използва срещу Транспортната стачка (1919 – 1920), учредителния събор на Конституционния блок (1922) и други прояви на опозицията.
По време на Деветоюнския преврат (1923) са съсредоточени в София. Нападнати са изненадващо от превратаджийските войски и бързо са обезоръжени. Разформировани са по нареждане на правителството на Александър Цанков.